# Marek Galiński (zapaśnik)

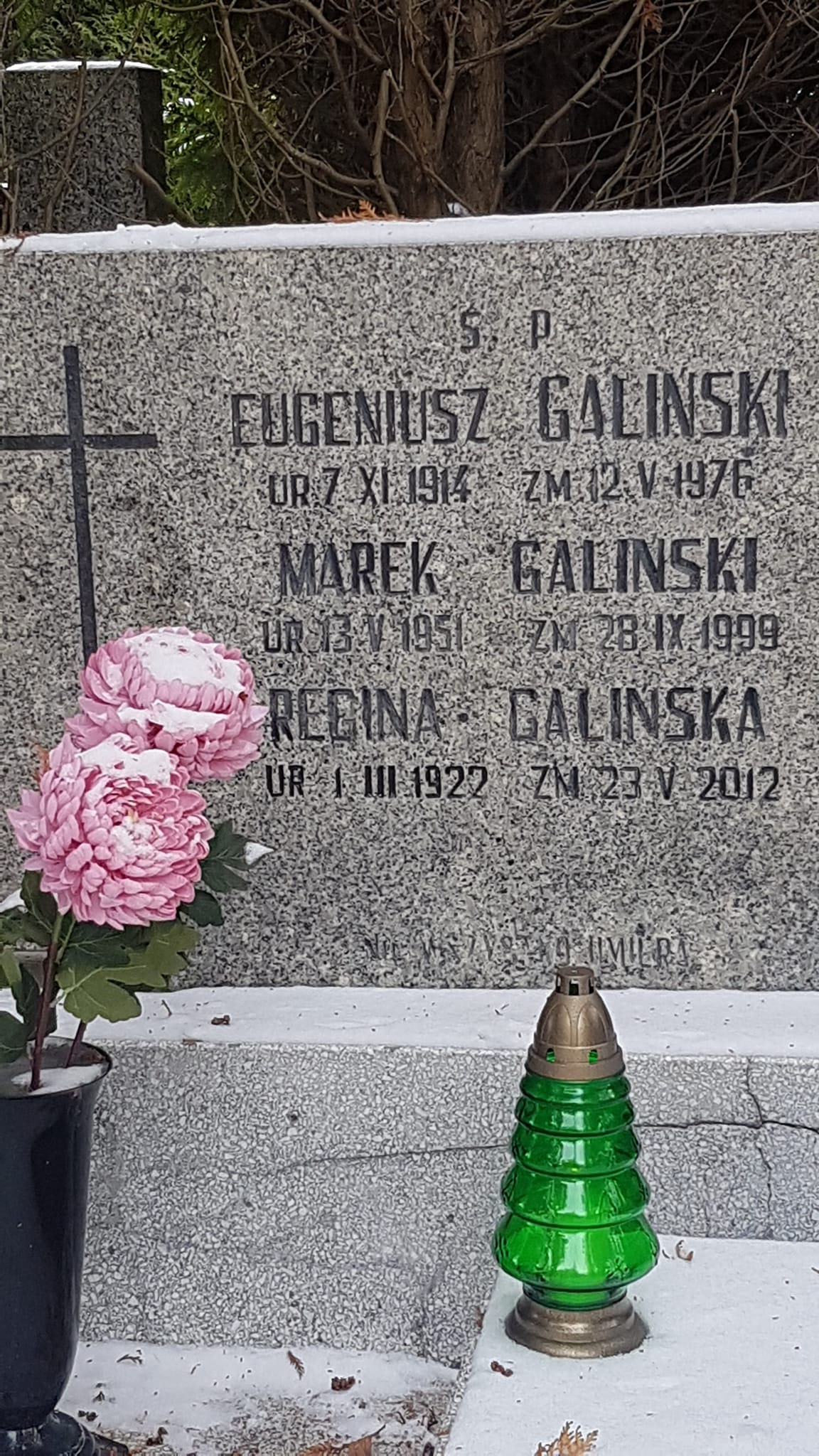
Grób Marka Galińskiego na Cmentarzu Grabiszyńskim we Wrocławiu

Marek Galiński (ur. 13 maja 1951 we Wrocławiu, zm. 28 września 1999 tamże) – polski zapaśnik, olimpijczyk.
Startował w stylu klasycznym w wadze superciężkiej. Był uczestnikiem igrzysk olimpijskich w 1980 w Moskwie, gdzie zajął 8. miejsce. Zdobył srebrny medal mistrzostw Europy w 1973 w Helsinkach; zajął 4. miejsce w mistrzostwach świata w 1973 w Teheranie, a także 5. miejsce w mistrzostwach Europy w 1980 w Prievidzy. Cztery razy był mistrzem Polski: w 1972, 1974, 1980 i 1981.
Był zawodnikiem klubu Pafawag Wrocław.